# Vashegyi Alajos
Vashegyi Alajos, Windisch (Kertes, 1802. október 24. – Magyaróvár, 1875. november 13.) kegyes tanítórendi házfőnök és igazgató.

## Életútja
1820. október 10-én lépett a rendbe Privigyén. A két évi novíciátus után próbaéves tanár volt Magyaróvárt 1823-ban, amikor a bölcseleti tanfolyamot Vácott, a hittudományokat Nyitrán végezte két-két évig. 1826. október 7-én pappá szentelték. Tanított 1827-28-ban Léván, Pesten az elemi iskolában két évig, 1830 és 1836 között Magyaróvárt a költészeti és szónoklati osztályokban, 1836 és 1841 között Sátoraljaújhelyen, egy-egy évig Kisszebenben, Magyaróvárt és 1843-tól 1846-ig Szegeden tanított. 1846-ban novícius másodmester, 1848-ban a budai ház főnöke és az elemi iskola igazgatója lett. Ő volt az, aki a budai várban igazságtalanul elítélt foglyokat, köztük Czuczor Gergelyt is titkon élelmezte az osztrák katonai kormány szigorú parancsa ellenére. 1849-ben Pesten tanított; ezután négy évig Veszprémben rektor és direktor volt. 1854-ben Magyaróvárra került tanárnak, ahol 1861-től a gimnázium igazgatója, házfőnök és Magyaróvár díszpolgára lett. Tüdőszélhűdésben hunyt el 73 éves korában.

## Műve
- A magyaróvári gymnasium története. (A m.-óvári gymnasium 1868. és 1870. Értesítője.)

## Forrás
- Szinnyei József: Magyar írók élete és munkái XIV. (Telgárti–Zsutai). Budapest: Hornyánszky. 1914.